# Leonora della Genga
Leonora della Genga o anche Eleonora della Genga (Fabriano, ... – ...; fl. 1360) è stata una poetessa italiana.

## Biografia
Figlia dei Conti della Genga, si distingue per l'interesse nella poesia e per la sua bellezza.
Dalle sue opere si desume una personalità forte, anticonvenzionale, che da femminista antelitteram, in una società dominata dagli uomini, rivendica per le donne un ruolo di rilevanza al pari degli uomini. Nel sonetto dal titolo emblematico "Tacete, o maschj, a dir, che la Natura" sostiene con forza che le donne "sanno maneggiar le spade e sostener gli imperi".
È in collegamento con un'altra poetessa dell'epoca: Ortensia di Guglielmo da Fabriano, che aveva una corrispondenza con Francesco Petrarca. Leonora scriverà un elogio in occasione della morte di Ortensia.
Muore in giovane età.